# Abakania
Abakania là một chi bọ ba thùy đã tuyệt chủng thuộc họ Corynexochidae. Chúng sống trong tầng Botom, kéo dài từ khoảng 524 đến 518,5 triệu năm trước. Botom là một tầng thuộc kỷ Cambri.

## Phân bố
- A. superba xuất hiện ở thống Terreneuve của Liên bang Nga (tầng Botom, suối Sanashtykgol, kiến tạo Sanashtykgol, vùng Altay-Sayan, 49.4° N, 136.4° E).[2]
- A. crassa xuất hiện ở thống Terreneuve của Liên bang Nga (tầng Botom, sông Kiya, khu vực Poliellaspis, kiến tạo Usa, Kemorovo, Kuznetsk Alatau, 56.0° N, 88.0° E).[3]